# Nueva Rosa
Nueva Rosa es uno de los sectores que forman la ciudad de Cabimas en el estado Zulia (Venezuela), pertenece a la parroquia Rómulo Betancourt.

## Ubicación
Se encuentra entre los sectores Nueva Cabimas al oeste y sur (Av 34 y calle San José), Punto Fijo al sur y oeste (calle Carnevalli y Av 42) y Bella Vista y Santa Rosa al norte (carretera J).

## Zona Residencial
La Nueva Rosa es un sector antiguo que ha tardado en consolidarse, ya existía en los años 1950 y fotografías y construcciones viejas lo atestiguan. Una de ellas es el "Castillo" una construcción en ruinas de bloques macizos de los que se usaban en Cabimas en los años 1940 con arcos y esquinas salientes a manera de torres, no sería un castillo real, pero a la gente le dio por llamarlo así, sería una casa. Un contraste interesante en este y otros sectores de Cabimas es la inexistencia de división de clases, en cualquier parte se puede ver una casa grande de varias plantas, junto a una vivienda humilde. La Nueva Rosa también tiene un estadio y lo que parece ser una sinagoga a juzgar por los Menorah, las estrellas de David y otros símbolos del Judaísmo.

## Vialidad y Transporte
La vialidad es pésima por decir algo, sobre todo en la estación de lluvias cuando los carros por puesto se niegan a transitar, todas las calles se inundan, a veces las asfaltan para volverlas a romper.
Nueva Cabimas, tiene una línea destinada a atender este sector, la línea Nueva Rosa con distintivo naranja sigue recto por la carretera J hasta más allá de la 42 donde da la vuelta y pasa por la 42 hasta la carretera K, atravesando así la Nueva Rosa.

## Sitios de Referencia
- El Castillo. Av 42
- La Quincallería Yusbeli. Av.42 calle Sucre Con Paez
- La Sinagoga. Av 42
- Planta de Reciclaje de Cartón. Av 42
- Estadio Nueva Rosa. Av 41
- Escuela andres eloy blanco. Carretera J entre 41 y 42